# Podcast News
«Podcast News» (укр. «Новини з подкастів») — шоста серія тридцять другого сезону мультсеріалу «Сімпсони», прем'єра якої відбулась 15 листопада 2020 року у США на телеканалі «Fox».
Серія присвячена пам'яті телеведучого Алекса Требека, який помер за 7 днів до того у віці 80 років.

## Сюжет
О другій ночі Гомер на кухні помічає Лісу зі смартфоном, яка слухає подкаст і розмірковує над ним. Наступного ранку за сніданком вона з'являється не виспана, що викликає занепокоєння Мардж. Вночі вона виявляє, що донька під ковдрою слухала кримінальний подкаст. Вклавши Лісу спати Мардж намагається спробувати зрозуміти її і слухає подкаст усю ніч. Вже наступного дня Ліса і Мардж разом починають слухати подкасти та обговорювати їх. Вони вирішують піти на запис наживо свого улюбленого подкасту у Спрінґфілді.
Гомер і Барт збираються відвідати дідуся Сімпсона, вони бачать, що він цілується із жінкою. Ейб говорить, що це його нова дівчина — Вів'єн Сен-Шармен, колишня телезірка. Обоє йдуть у романтичний круїз.
Тим часом Кент Брокман приїжджає до театру зняти репортаж про моду на подкасти. Нехтувавши цим, він з подивом виявляє, що багато людей (навіть його сім'я) обожнює їх. У новинах «6 каналу» відчуваючи непотрібність Кент повідомляє надзвичайні новини: Вів'єн Сен-Шармен зникла безвісти під час круїзу, а дідуся звинувачують у вбивстві… Також Кент оголошує, що він кидає телебачення і приєднується до подкастингу із власним новим подкастом «Guilty Grampa» (англ. «Винний дідусь») про розслідування інциденту.
Кент починає трансляцію свого подкасту, де він бере інтерв'ю в Агнес Скіннер, яка каже, що чула від Вів'єн слова «Ейбе, ні!» Потім він бере інтерв'ю в шефа Віґґама, і той розповідає, що дідусь сказав, що не пам'ятає, що сталося.
Тим часом сім'я Сімпсонів зібралася на дивані, слухаючи подкаст. Раптово у вікні з'явився дідусь, кажучи, що справді нічого не пам'ятає. Вони вирішують зателефонувати Кенту, щоб спростував, що дідусь — вбивця. Однак, після невдачі і нових випусків «Винного дідуся», які розкривають можливий мотив — гроші Вів'єн — це переконує все місто, Мардж і Лісу і навіть самого дідуся, що він скоїв цей злочин. Ейб здається поліції…
Несподівано до будинку Сімпсонів приходить доктор Гібберт з новинами, які доводять невинність Ейба. Щоб оприлюднити це, вони вирушають до зали, де Кент наживо свій подкаст-шоу. Гібберт показує, що за допомогою крихітного пристрою стеження, який використовувався під час колоноскопії для пар, вони відстежували рух Вів'єн наступні 24 години. Вона зімітувала смерть: після падіння з човна, Вів'єн допливла до берегу і вирушила до Мексики. Попри небажання, Кент повідомляє правду людям, і оголошує, що повертається до теленовин.
Ейб, засмучений, що Вів'єн його покинула, раптом зустрічає її на вулиці. Вона нагадує діду, що це був їхній план: зімітувати смерть, отримати страхову виплату і вирушити до Мексики. Перед падінням Вів'єн кричала: «Ейбе, не забудь про план!» Зрозумівши, що це не вдасться, вони вирішують сховатися туди, де люди їх не помітять, ― у Спрінґфілдському будинку престарілих.

## Виробництво
Спочатку серія «Treehouse of Horror XXXI» мала вийти 18 жовтня 2020 року, серія «The 7 Beer Itch» — 1 листопада, а серія «The Road to Cincinnati» ― 8 жовтня як 4, 5 і 6 серії сезону відповідно. Однак, через сьому гру Чемпіонської серії національної ліги США з бейсболу епізод «Treehouse of Horror XXXI» було пересунено на 2 тижні, «The 7 Beer Itch» — на тиждень, 8 листопада. Водночас, серія «Podcast News» вийшла як 6 серія сезону замість «The Road to Cincinnati», яку своєю чергою було відсунено до 29 листопада.
Акторка Ярдлі Сміт, яка звучує Лісу Сімпсон у «Сімпсонах», з'явилася в епізоді в ролі самої себе як ведуча подкасту «Small Town Dicks» (укр. «Падлюки маленького містечка»).
Згідно офіційних синопсисів спортивний аналітик і подкастер Білл Сіммонс мав бути запрошеною зіркою у серії. Однак, через пандемію COVID-19 його репліки не було записано.
Також планувалося, що співачка Біллі Айліш буде запрошеною зіркою та заспіває вступну музику до подкасту «Винний дідусь». Однак, через брак часу її роль вирізали, і продюсери так і не зв'язувалися з Айліш.

## Цікаві факти і культурні відсилання
- Назва серії ― відсилання до фільму 1987 року «Теленовини» (англ. «Broadcst News») Джеймса Брукса, який є одним з творців «Сімпсонів»[9].
- У ресторані Кент зустрічається з ведучими улюблених подкастів виконачого продюсера Метта Селмана, зокрема: медіааналітиком Майклом Ломбарді з «The GM Shuffle», кінознавчинею Каріною Лонгворт із «You Must Remember This» та коміками Ніком Вігером і Майком Мітчеллом із «Doughboys»[10].
  - На стінах ресторану є карикатури на подкастерів: телеперсон Дезуса Найса та Джоела Мартінеза (The Kid Mero) з «Bodega Boys», журналістку Сару Кеніг із «Serial», політичного оглядача Дена Карліна з «Hardcore History» та комедіантку Карен Кілгаріфф і телеперсону Джорджію Гардстарк із «My Favorite Murder»[11].

## Ставлення критиків і глядачів
Під час прем'єри серію переглянули 3,5 млн осіб з рейтингом 1.3, що зробило її найпопулярнішим шоу на каналі «Fox» тієї ночі.
Тоні Сокол з «Den of Geek» дав серії чотири з п'яти зірок, сказавши:
|  | Серія є гарною пародією на захоплення подкастами. Незважаючи на свою схожість з [епізодом 6 сезону] «Homer Badman», серія дуже актуальна, трохи хитра і розглядає нас під іншим кутом зору… Однак, найстрашнішою концепцією епізоду є рівень особистої інформації, яку можна отримати за допомогою технології колоноскопії. Сповнений надзвичайно кумедних реплік, «Podcast News» зберігає відчуття напруги та закінчуюється на приємній морально неоднозначній ноті. |

Джессі Берета із сайту «Bubbleblabber» оцінив серію на 8,5/10, сказавши, що «серія працює на всіх фронтах».
Згідно з голосуванням на сайті The NoHomers Club більшість фанатів оцінили серію на 4/5 із середньою оцінкою 3,67/5.